# Priozersk
Priozersk (rus: Приозе́рск; finès: Käkisalmi; suec: Kexholm) és una ciutat de Rússia dins l'oblast de Leningrad, a la riba nord-oest del llac Ladoga, a l'estuari del braç nord del riu Vuoksi a l'istme de Carèlia. El 2021 tenia 18.777 habitants. Hi destaca el castell de Korela que va ser frontera entre Suècia i Rússia.
Va formar part de la República de Nóvgorod, del Gran Ducat de Moscou, del Tsarat Rus, i de l'Imperi Rus. Va formar part del Regne de Suècia entre 1578–1595 i 1611–1710, per tornar a ser russa.
El 1812 va ser incorporada al Gran Ducat de Finlàndia dins de l'Imperi Rus.
Va ser a la República de Finlàndia entre 1917–1940 i 1941–1944.
Va ser a la Unió_Soviètica entre 1940-1941 i des de 1944, i posteriorment a la Federació de Rússia.

## Història
República de Novgorod 1323–1478

 Gran Ducat de Moscou 1478–1547

 Tsarat de Rússia 1547–1578

 1578–1595

 Tsarat de Rússia 1595–1611

 Suècia 1611–1710

 Tsarat de Rússia 1710–1721

 Rússia 1721–1812

 Gran Ducat de Finlàndia (Rússia) 1812-1917

 Finlàndia 1917–1940

 URSS 1940–1941

 Finlàndia 1941–1944

 URSS 1944–1991

 Rússia 1991–present
La principal fita de Priozersk, la fortalesa de Korela, ha estat històricament el centre dels carelians de l'istme de Carelia i de tant en tant l'avançada nord-oest del regne dels russos o l'avançada oriental del regne dels suecs.
Des de l'Edat mitjana, Priozersk era coneguda com Korela pels russos i Käkisalmi pels carelians i finlandesos. La ciutat formava part de Vodskaya pyatina de la República de Nóvgorod. Documents fiscals de Novgorod de 1500 mostren 183 cases a Korela, cosa que suggereix una població estimada d'entre 1.500 i 2.000 habitants. Els suecs van capturar Korela dues vegades: el 1578 durant disset anys i el 1611 durant cent anys. A l'Imperi Suec, la fortalesa es va anomenar Kexholm i tota la regió es va conèixer com el Comtat de Kexholm. Rússia va assegurar definitivament la zona durant la Gran Guerra del Nord; el nom suec de la ciutat es va mantenir, però, com a Keksgolm (Кексгольм ). Malauradament, les guerres i els incendis devastadors dels anys 1300, 1580, 1634 i 1679 van passar factura a la població civil. En conseqüència, quan la vila va guanyar el seu primer palau de justícia l'any 1800, només hi havia 400 persones.

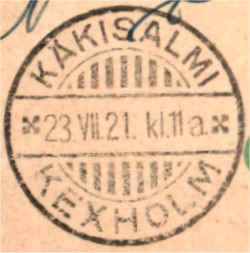
Cancel·lació postal de Käkisalmi 1921

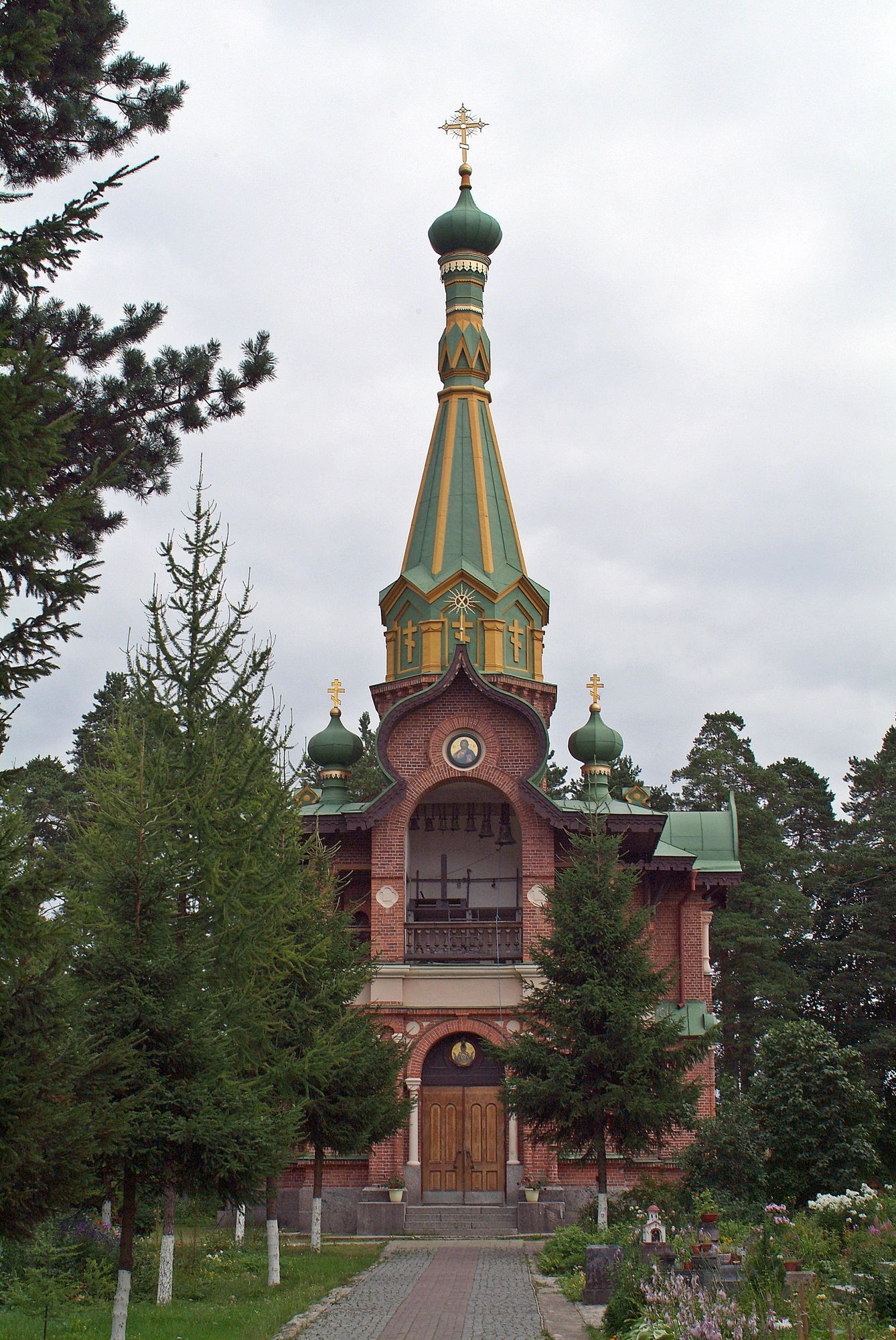
Església Ortodoxa de Tots Sants

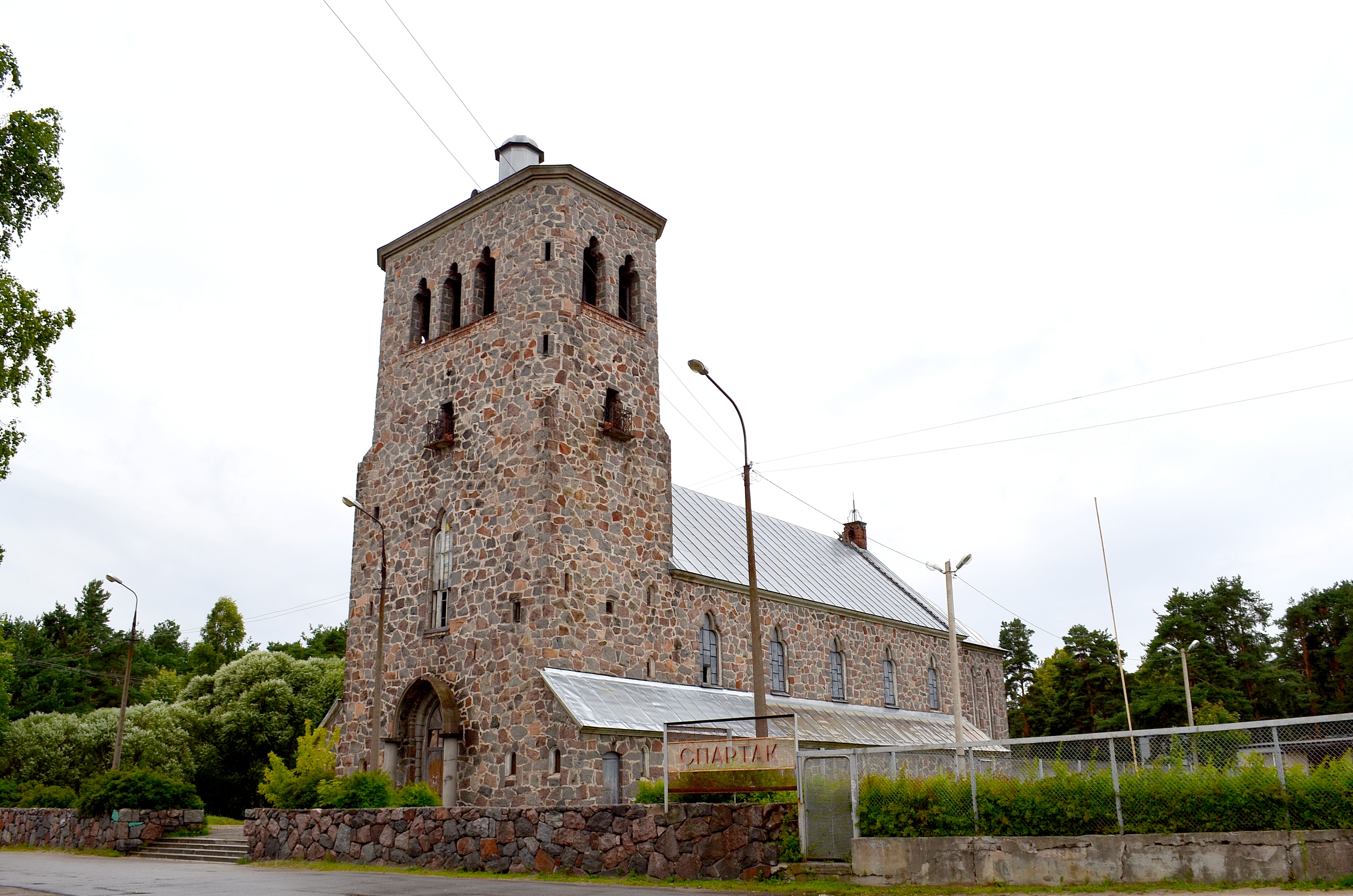
Església luterana d'època finlandesa

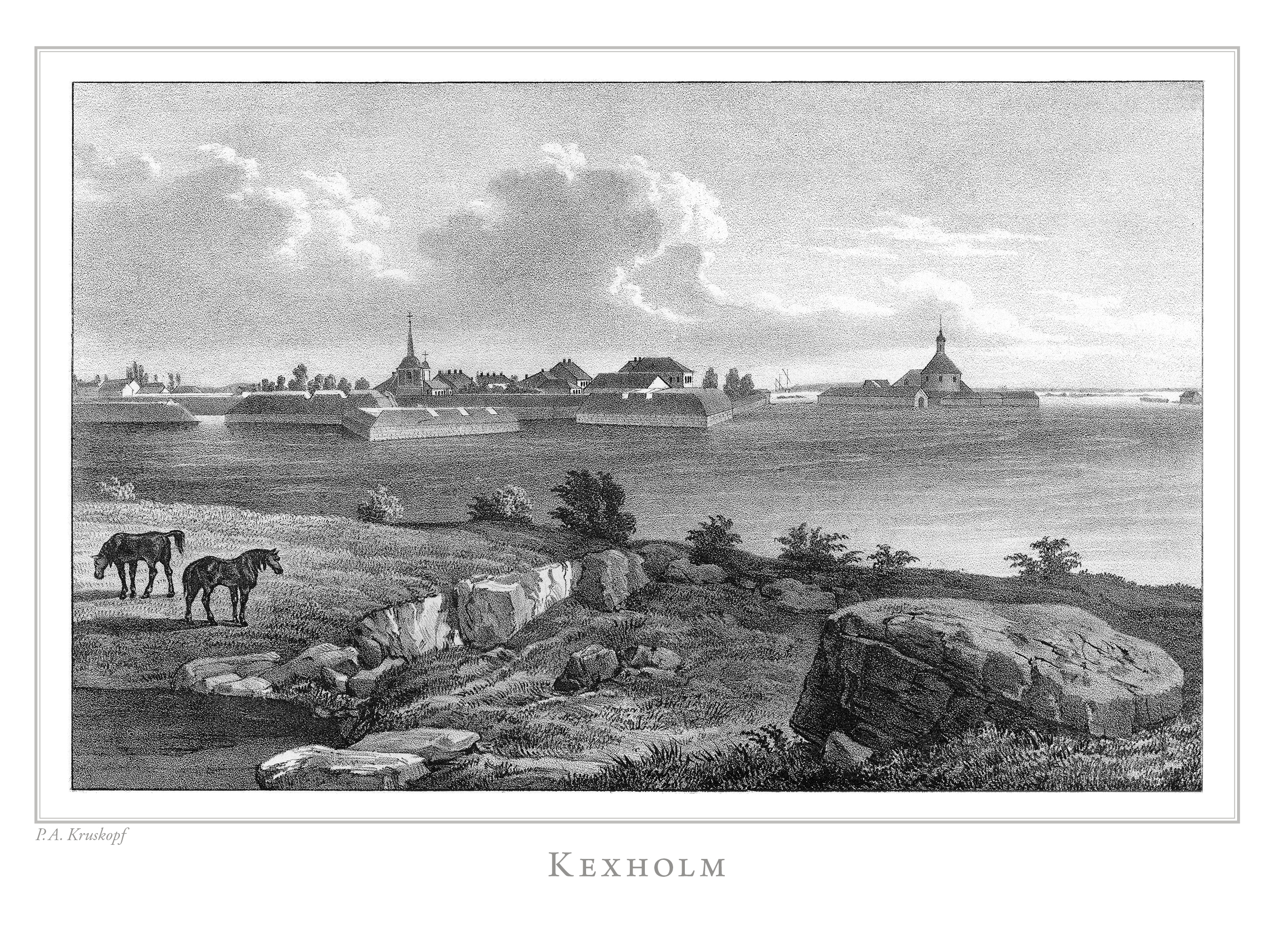
Kexholm il·lustrat a la sèrie de llibres Finlàndia framstäldt i teckningar per Zachris Topelius, publicat entre 1845 i 1852.

El 1812, com el Gran Ducat de Finlàndia tres anys abans s'havia format dins de l'Imperi Rus, el tsar Alexandre I de Rússia va incorporar Keksgolm amb la resta de l'Antiga Finlàndia (governació de Viborg) a una regió autònoma. Keksgolm era la ciutat més petita de la governació. Des de 1812, la governació de Vyborg era coneguda com la província de Viipuri. El 1917, Finlàndia es va independitzar. El creixement de la vila es va veure impulsat amb la construcció del  ferrocarril Petersburg-Hitola el 1917 i amb l'establiment de dues grans serradores i una gran fàbrica de pasta de fusta d'Ab Waldhof Oy el 1929. El 1939, Käkisalmi tenia una població de 5083 habitants. Al voltant de la ciutat es trobava el municipi rural de Käkisalmi, amb una població de 5.100 habitants. Les minories eren ortodoxes (946 persones), sueques, russes o alemanyes. La població total era d'11.129 el 1939.
La Guerra d'Hivern al novembre de 1939 va començar amb l'atac soviètic. Finalment, després de durs combats, Finlàndia es va veure obligada a cedir Käkisalmi i la part oriental de Carèlia finlandesa a la Unió Soviètica pels termes del Tractat de Pau de Moscou de 1940. Durant la Guerra de Continuació el 1941-1944, Finlàndia va recuperar Keksgolm i altres territoris cedits als soviètics el 1940. La població va tornar per reconstruir la ciutat, però va ser novament evacuada al final de la Segona Guerra Mundial.
El districte de Keksgolmski amb el centre administratiu a Keksgolm es va establir com a part de la República Socialista Soviètica Autònoma de Carèlia (RSS de Carelia) al març de 1940. El 31 de 1940, l'ASSR de Carèlia es va transformar en la República Socialista Soviètica Carelo-Finlandesa. El 24 de desembre de 1944, el districte de Keksgolmski va ser traslladat de la República Socialista Soviètica Carelo-finlandesa a l'òblast de Leningrad.
A l'octubre de 1948, Keksgolm va ser rebatejada Priozersk com a part de la campanya per canviar el nom de les localitats a les zones annexionades a Finlàndia després de la Segona Guerra Mundial. Priozersk es va establir principalment amb migrants russos, bielorussos i ucraïnesos, que des d'aleshores constitueixen la majoria de la població local.

## Estatus administratiu i municipal
Dins del marc de les divisions administratives, Priozersk serveix com a centre administratiu del districte de Priozerski. Com a divisió administrativa, està, juntament amb tres localitats rurals, incorporada dins del districte de Priozerski com a Formació Municipal de l'assentament de Priozerskoie. Com a divisió municipal, la formació municipal de l'assentament de Priozerskoie s'incorpora al districte municipal de Priozerski com a assentament urbà de Priozerskoie.

## Economia

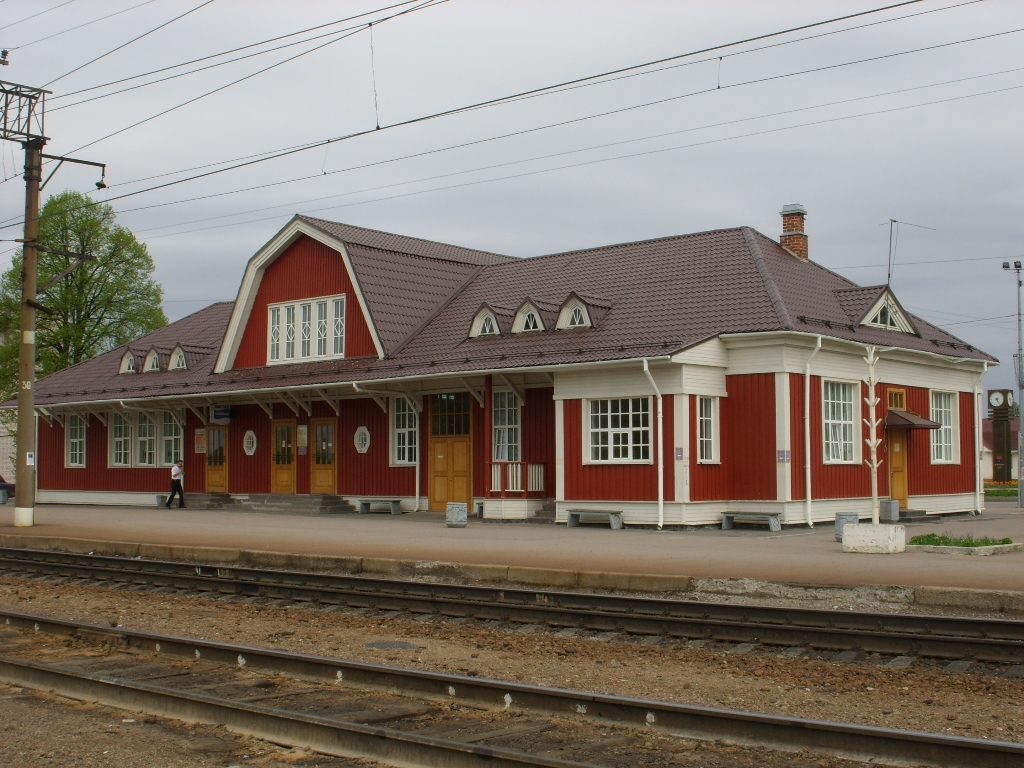
Estació de tren de Priozersk

La principal empresa industrial de Priozersk és l'antiga fàbrica de paper transformada en una planta de producció de mobles.

## Cultura

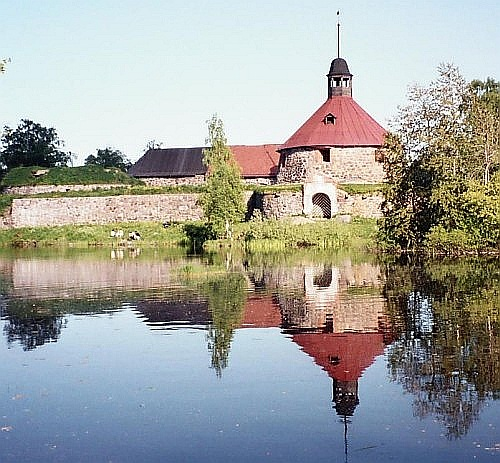
La fortalesa de Korela és la principal fita de Priozersk

Sobreviuen algunes restes de la cultura russa anterior a 1917, principalment la fortalesa de Korela. Les muralles i les torres de la fortalesa es troben a la riba del Vuoksi, encara visibles quan es viatja a la ciutat des de St. Petersburg. Hi ha un petit museu a la fortalesa. Gran part de les restes de la presència finlandesa van ser destruïdes. Priozersk conté trenta-tres monuments del patrimoni cultural d'importància federal. La gran majoria d'aquests monuments pertanyen a la fortalesa de Korela.
La ciutat és una destinació popular entre els residents de St. Petersburg, molts dels quals tenen cases rurals als voltants (com la comunitat Ozero).

## Persones notables
- Dave Komonen

- Aku Korhonen

- Erkki Melartin

- Göran Stubb

- Urpo Ylönen